# Santiago González (Fußballspieler)
Santiago González, vollständiger Name Santiago Emiliano González Areco, (* 11. Juni 1992 in Montevideo) ist ein ehemaliger uruguayischer Fußballspieler.

## Karriere

### Verein
González unternahm seine ersten fußballerischen Schritte bei Huracán Belvedere im baby fútbol. Anschließend spielte er ab seinem siebten Lebensjahr bei River Plate Montevideo, wo er 18-jährig von Trainer Juan Ramón Carrasco in die in der Primera División spielende erste Mannschaft beordert wurde. Zu einem Debüt in der Ersten Liga kam er dort seinerzeit allerdings nicht.
Der 1,73 Meter große "Bombón" genannte Offensivakteur stand bereits mindestens seit der Apertura der Saison 2011/12 im Kader des seinerzeitigen uruguayischen Zweitligisten Sud América. In jener Spielzeit bestritt er elf Ligaspiele (fünf Tore) und zwei Play-off-Partien. In der nachfolgenden Spielzeit kam er 18 mal zum Einsatz und trug in der Clausura mit vier erzielten Treffern zum Meisterschaftsgewinn in der Segunda División und dem anschließenden Aufstieg in Uruguays höchste Spielklasse bei. Dort absolvierte er im Laufe der Spielzeit 2013/14 14 Partien in der Primera División und erzielte fünf Treffer.
Im Februar 2014 wechselte er zu Montreal Impact nach Kanada. Bei den Kanadiern kam er in der Saison 2014 in neun Spielen (kein Tor) der MLS zum Einsatz. 2014 gewann er mit dem Team die Canadian Championship 2014. Überdies bestritt er zwei Spiele der Amway Canadian Championship und sechs Begegnungen der MLS Reserve League.
Zur Apertura 2014 wechselte er auf Leihbasis zurück nach Uruguay zum amtierenden uruguayischen Meister Danubio FC. In der Apertua 2014 wurde er bei den Montevideanern in elf Erstligaspielen (ein Tor) und zwei Partien (kein Tor) der Copa Sudamericana 2014 eingesetzt. Anschließend kehrte er zu Montreal Impact zurück. Von dort führte sein Karriereweg Mitte April 2015 erneut zu Sud América. Bis zum erneuten Wechsel Mitte Juli 2015 zum Erstligaaufsteiger Villa Teresa steht für ihn in der gesamten ersten Jahreshälfte kein Ligaeinsatz zu Buche. In der Apertura 2015 bestritt er acht Erstligapartien (kein Tor). Ende Februar 2016 schloss er sich dem Zweitligisten Huracán Football Club an, für den er in der Clausura 2016 in zwölf Ligaspielen (kein Tor) auflief. Anfang Juli 2016 begann er ein Engagement beim Zweitligameister und Erstligaaufsteiger Rampla Juniors.

### Nationalmannschaft
González war Mitglied der von Fabián Coito trainierten uruguayischen U-15-Auswahl, die bei der U-15-Südamerikameisterschaft 2007 in Brasilien teilnahm und hinter dem Gastgeberland den zweiten Platz belegte. Er gehörte der von Roland Marcenaro trainierten U-17-Auswahl Uruguays an, die an der U-17-Südamerikameisterschaft 2009 in Chile teilnahm und den 3. Platz belegte. Auch war er Teil des Aufgebots bei der U-17-Weltmeisterschaft 2009 in Nigeria. Im WM-Turnier wurde er zweimal eingesetzt. Einen Treffer erzielte er nicht.

### Erfolge
- U-15-Vize-Südamerikameister 2007
- Kanadischer Meister: 2014